# Ачи (монастырь)
Монастырь святого Георгия в Ачи (груз. აჭის წმ. გიორგის სახელობის მონასტერი) — средневековая грузинская православная церковь в окрестностях деревни Ачи в юго-западной Грузии, в Озургетском муниципалитете края Гурия, в 9 км к югу от города Озургети.

## Архитектура
Монастырь Ачи представляет собой однонефную зальную церковь, построенную из тёсаного камня. Возведённая в конце XIII или в начале XIV века она была позднее перестроена, реконструирована и обнесена оборонительной стеной. Интерьер церкви повсеместно украшают фрески. Некоторые из них, датированных по стилю концом XIII века и имеющих сходство с византийским палеологическим искусством, представляют собой иконографические редкости, в частности те, которые изображают мифическую жизнь святого Георгия Победоносца. Одна из сопровождающих их надписей на греческом языке упоминает Онисима Трапезундца, вероятно, художника. Грузинская надпись, выполненная шрифтом «асомтаврули», расположенная на восточном фасаде, гласит: «Святой Георгий, ходатайствуй за владык Сагира, Рати и Ушаняна и ходатайствуй за Николоза Ачинского и каменщиков Микеля и Мхецидзе.»

## История

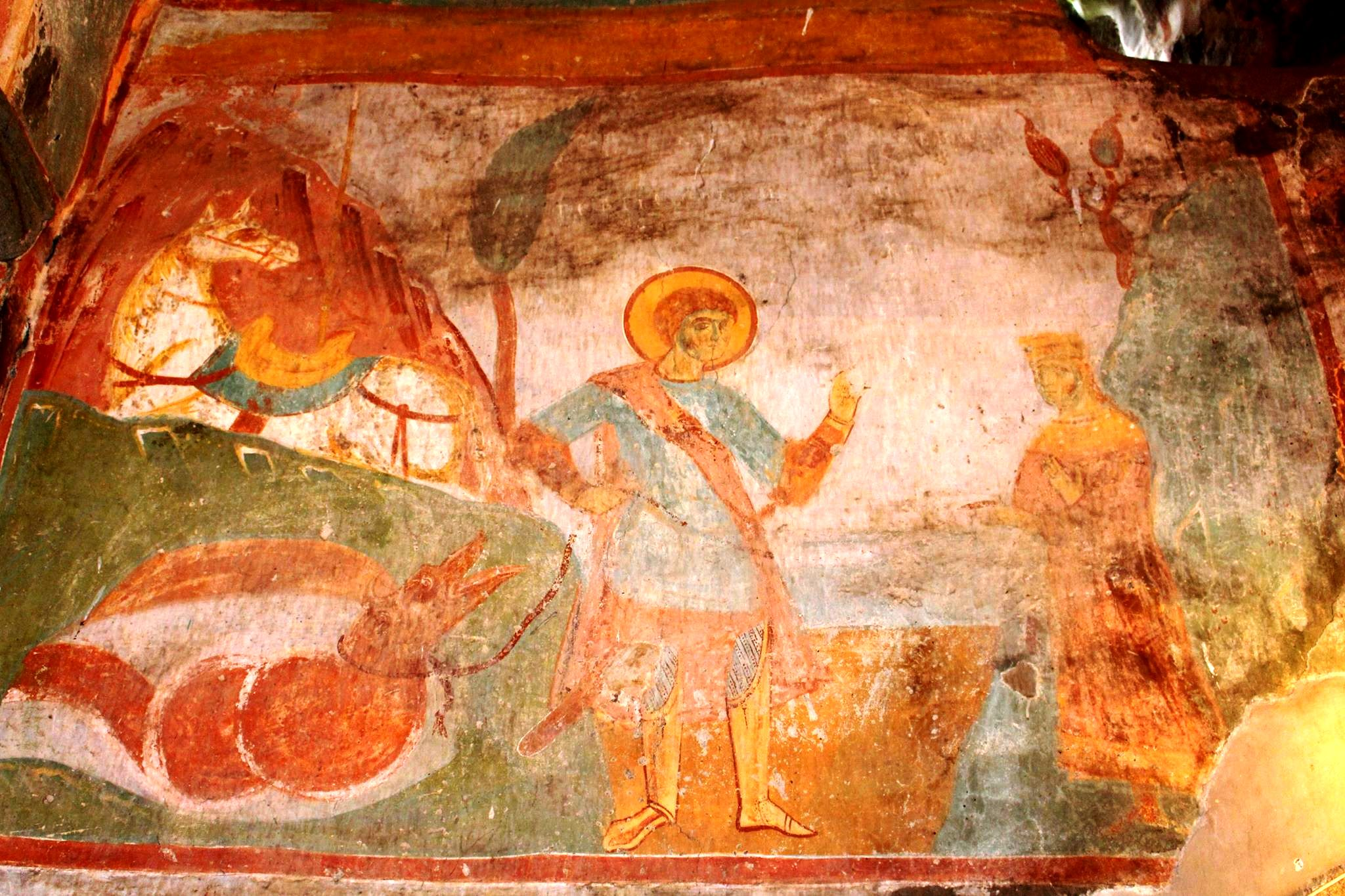
Святой Георгий и побеждённый им дракон. Фреска из монастыря в Ачи.

Монастырь Ачи пользовался благосклонностью князей Гурии, особенно Симона I Гуриели и Кайхосро I Гуриели в XVII веке. Оба сделали значительные пожертвования для церкви, а Кайхосро I сделал её подворьем епископского престола Шемокмеди. Монастырь Ачи было тогда наследственным владением семьи Салуквадзе-Такаишвили. В церкви находился позолоченный серебряный крест с грузинской надписью, упоминающей царицу Тамару, который был обнаружен историком и археологом Эквтиме Такаишвили. Согласно преданию Тамара преподнесла его среди других даров Ачийской церкви после очередной своей военной победы. Крест хранился в семье Салуквадзе в советский период и был возвращён в церковь в Ачи в 2015 году.
Церковь в Ачи была реконструирована для использования в религиозных целях в 1991 году. Она была внесена в список недвижимых памятников культуры национального значения Грузии.